# Логарифмічна ймовірність
Логарифмічна ймовірність (англ. log probability) в теорії ймовірностей та інформатиці, це просто логарифм імовірності. Його використання означає представлення ймовірності в логаритмічній шкалі {\displaystyle (-\inf ,0]}, замість звичайного одиничного інтервалу {\displaystyle [0,1]}.
Так як ймовірності незалежних подій перемножуються, а логарифми перетворюють множення на додавання, логарифмічні ймовірності незалежних подій додаються. Через це вони доволі зручні для обчислень, і мають інтуїтивне представлення в теорії інформації: від'ємне значення  середньої логарифмічної ймовірності, є інформаційною ентропією події. Подібно, функція правдоподібності перетворюються в логарифмічний масштаб і логарифмічну правдоподібність можна інтерпретувати як міру до якої подія підтримує статистичну модель. Логарифм ймовірності часто застосовується в задачах обробки природньої мови.

## Переваги
Представлення ймовірності в цьому форматі має кілька практичних переваг:
1. Швидкість. Множення обчислювально дорожче ніж додавання, тому отримання ймовірності багатьох подій часто швидше, якщо вони представлені в логарифмічній формі. (Саме логарифмічне перетворення складне, але виконується лише раз)
2. Точність. Використання логарифмів покращує числову стійкість, коли ймовірності дуже малі, через формат задання чисел в комп'ютері[1].
3. Простота. Багато розподілів ймовірностей мають експоненційну форму. Якщо взяти логарифм цих розподілів, експоненційна функція пропадає. Наприклад, логарифм густини ймовірності нормального розподілу це {\displaystyle -((x-m_{x})/\sigma _{m})^{2}+C} замість {\displaystyle C_{2}\exp \left(-((x-m_{x})/\sigma _{m})^{2}\right)}.

## Проблеми з представленням
Функція логарифму не визначена для нуля, тому логарифмічні ймовірності не можуть задавати неможливі події.

## Основні операції
Позначимо логарифмічні ймовірності штрихом:
{\displaystyle x'=\log(x)\in \mathbb {R} }
{\displaystyle y'=\log(y)\in \mathbb {R} }
Добуток ймовірностей {\displaystyle x\cdot y} відповідає додаванню в логарифмічному просторі.
{\displaystyle \log(x\cdot y)=\log(x)+\log(y)=x'+y'.}

### Додавання
{\displaystyle {\begin{aligned}&\log(x+y)\\={}&\log(x+x\cdot y/x)\\={}&\log(x+x\cdot \exp(\log(y/x)))\\={}&\log(x\cdot (1+\exp(\log(y)-\log(x))))\\={}&\log(x)+\log(1+\exp(\log(y)-\log(x)))\\={}&x'+\log \left(1+\exp \left(y'-x'\right)\right)\end{aligned}}}
Формула вище є точнішою за {\displaystyle \log \left(e^{x'}+e^{y'}\right)}, особливо якщо скористатися асиметрією. Як  {\displaystyle {x'}} краще використати більше (менш негативне) значення. Правильно обране  {\displaystyle {x'}}  також дає коректні значення, якщо один з аргументів - -INF, що відповідає нульовій ймовірності.
{\displaystyle -\infty +\log \left(1+\exp \left(y'-(-\infty )\right)\right)=-\infty +\infty }. Це значення невизначене, і дасть NaN.
{\displaystyle x'+\log \left(1+\exp \left(-\infty -x'\right)\right)=x'+0}. Це правильне значення.
Використання тільки цієї формули даватиме невизначені результати якщо обидва аргументи дорівнюють {\displaystyle -\infty }. Цей випадок треба розглядати окремо і повертати  {\displaystyle -\infty }.
Також, для обчислення {\displaystyle \log(1+x)} краще використовувати спеціалізовану функцію log1p.

## Зноски
1. 1 2  Piech, Chris. Probability for Computer scientists - Log probabilities. Процитовано 20 липня 2023.
2. ↑  https://numpy.org/doc/stable/reference/generated/numpy.log1p.html